# 生化奇兵 无限
《生化奇兵：無限之城》是2013年由Irrational Games開發、2K Games發行的第一人称射击游戏。遊戲於2013年3月26日登陸Microsoft Windows、PlayStation 3、Xbox 360平台，2013年8月29日登陸MacOS平台，2015年3月17日登陸Linux平台，包含本作和前兩部作品的《生化奇兵：合集》於2016年9月13日登陸PlayStation 4、Xbox One和Microsoft Windows平台，並於2020年登陸Nintendo Switch。《生化奇兵：無限之城》是生化奇兵系列的第三部作品，该作不是直接承接前作的劇情，事实上是发生在前作的时间线之前，通过随后出的海葬DLC将剧情完整衔接到第一部的开头，成为了该系列完整故事的一部分，并且有類似的遊戲机制。
遊戲的概念和設定由Irrational Games的創始人肯·萊文設計，靈感來自於20世紀之交的兩個歷史事件。
劇情設定在1912年的美國例外論增長期間，遊戲的主角布克·迪威特（Booker DeWitt）被派遣至浮空城市哥倫比亞去找一位被關押的女孩伊莉莎白（Elizabeth），布克營救了伊莉莎白後卻遭到兩個交戰派別的追捕；力求讓城市屬於純美國人的排外主義者與精英階層，和代表普通民眾的反叛組織“人民呼聲”。布克發現伊莉莎白是此次衝突的核心，並發現她有操控空間裂境的特殊能力從而破壞了哥倫比亞。
玩家將在遊戲中控制布克，NPC角色伊莉莎白會與玩家合作，跟前作一樣玩家可以使用各種武器以及利用活素產生的能力。伊莉莎白的能力也可以用來幫助玩家。與空間有限的水下城市極樂城相比，開放式的哥倫比亞提供了更多的戰鬥挑戰，包括搭乘類似過山車的天軌。
遊戲一經推出好評如潮，認為可以跟生化奇兵相媲美甚至超越了它。尤其是遊戲的劇情和視覺美感，對戰鬥系統反應不一，有讚美其新內容也有批評其簡單。其政治和宗教信仰的主題，以及使用過度暴力的畫面也引發爭議。《生化奇兵：無限之城》在E3 2011期間贏得了無數預發獎，包括Game Critics Awards的展會最佳獎。

## 概要

### 设定
《生化奇兵：无限》的的故事时间被设定在1912年，主要舞台是名为“哥伦比亚”的空中城市，此命名是来自美国的别名之一“哥伦比亚”。这座城市通过“量子磁悬浮”悬浮在空中。不同于前作的水下城市销魂城的秘密发展，哥伦比亚是于1901年在总统威廉·麦金莱的指示下由美国政府建造并发射升空，同时进行了大张旗鼓的宣传。这座城市代表例外的理念，游戏的预告中提到了1893年世博会，這促使美国例外论得到了更多的認同。从表面上看，哥伦比亚被设计成一个浮动的世界博览会，可以在全球各地航行，但在它升空后至游戏剧情开始之前，这座城市被发现是一艘全副武装的战舰，并在义和团运动期间向一群中国平民开火。美国政府決定和这座城市斷絕關係，城市的位置很快被人遗忘。哥伦比亚就像蒸汽朋克和星球大战中的贝斯平云城的结合体，以及最终幻想里的飞艇，而肯·莱文认为这座武器化的城市更类似于死星。

蒸汽朋克空中城市哥伦比亚

城市一直处于孤立状态，导致了哥伦比亚爆发内战，每一方都试图抢占其控制权。在游戏故事开始时，只有两个主要派别存在着。一方是“开国者”，由康姆斯托克领导，对整个城市有控制权。这是城市的统治阶级，其目的纯粹是为了保持哥伦比亚完全属于美国公民，拒绝外国人有相同的特权。另一方名为“人民呼声”（拉丁语：Vox Populi），由费泽洛伊领导的一个下层人士抵抗组织，反对极端民族主义者。人民呼声由多个意识形态相同的组织组成，目的是夺取控制权，并恢复所有的哥伦比亚公民的权利。然而，多年的战争驱使人民出于盲目的仇恨去争取权力，导致了更多的暴力和残酷的手段。
跟销魂城一样，哥伦比亚也被认为是一个反乌托邦，但迹象表明一个神权政治政府控制着哥伦比亚，有着类似于种族隔离、纳粹主义、沙文主义和排外的种族纯化的观念。游戏中的一个表现是，政府要求那些非欧洲血统的移民包括天主教徒、吉普赛人、爱尔兰人和希腊人要戴上标签，列出了包括宗教信仰和优生学的有关数据在内的许多细节。另一个表现是哥伦比亚的宣传海报，上面的文字警告说：“我们必须保持警惕，以确保我们的人民的纯净。”在游戏前期的嘉年华中，伯克目睹了朝一个爱尔兰男子以及他的非洲裔妻子扔棒球的"游戏"。

### 人物
- 布克·迪威特（Booker DeWitt），游戏主角，一位蒙受屈辱的前平克顿特工。在美国陆军第1骑兵师第7骑兵团服役期间，为了捍卫自己的荣誉在伤膝河大屠杀中向原住民印第安人做了残暴的行为，这给他的情感上留下了创伤，导致经常酗酒和赌博。由于他的行为超出了机构可接受的范围，他随即被解雇，[9]考虑到他和私人侦探们镇压工人罢工是他的罪行之一。他仍然以一名私家侦探的身分在纽约继续工作，並称自己为“独立承包者”。从表面上看，酗酒和賭博並不妨碍他的工作能力，但实际上他一直被他在伤膝河事件中的作用以及反复出现纽约市遭空袭的幻觉所困扰。布克对信仰持怀疑态度，他不愿接受信奉宗教可以赦免他罪行的想法，因为他认为他的罪是如此极端所以要求苦修，而不是宽恕。

- 伊丽莎白（Elizabeth），一位长期关在哥伦比亚的女孩。她很聪明，把多数时间花在了研究地理、医学和物理等各种学科上，同时以密码学和开锁的形式获得许多实用技巧。她有感知并操控在哥伦比亚各处的空间裂境的能力。她在被切掉的小指尖上戴了个顶针，虽然她不记得这是怎么发生的。她被拘禁时受鸣禽保护，一只巨大的，机器鸟般的生物，是她的朋友也是她的看守人。[10]

- 扎卡里·康斯托克（Zachary Comstock），哥伦比亚的创造者，游戏的主要对手。声称自己从大天使那里收到了未来的景象[註 2]康斯托克成了一名宗教狂热者，在哥伦比亚他被尊称为“先知”。康斯托克声称伊丽莎白是他的女儿，由他已故的妻子奇迹般地诞生，只在子宫内待了七天，并且称她是未来领导哥伦比亚的“羔羊”。他创造了一个宗教，是一个把美国开国元勋视为宗教人物，并与基督教混合的宗教。与此同时，他回避类似亚伯拉罕·林肯的人物，认为他是一个“魔鬼”，导致美国误入歧途；游戏里的渡鸦兄弟会[註 3]即是一个将约翰·威尔克斯·布斯[註 4]视为英雄的类似邪教的组织，并且认为康姆斯托克对有色种族的清洗是正义和伟大的。[11]为了维护他的领导地位，康斯托克实行对他的个人崇拜，把他所创造的编织成神话，这也保护了他的秘密。在他的领导下，哥伦比亚已成为滋生种族主义和性别歧视观念的地方，少数群体受到财产扣押、非法拘禁、酷刑、刑法劳动以及未经起诉就被草率处决。虽然康斯托克认为这些罪行从来没有发生过，但他自己透露他自己至少要对三起谋杀案负责，并且对40名持不同政见者进行了强烈整肃。

- 黛西·费泽洛伊（Daisy Fitzroy），“人民呼声”的领导人物。非裔美国人，她前往哥伦比亚原本是为了过新生活，并在康斯托克的豪宅里当了一名管家。当康斯托克谋杀他妻子以保守伊丽莎白的身世，他嫁祸给费泽洛伊并假设“人民呼声”作为人民的公敌以进一步把哥伦比亚变成一个警察国家。这激起了费泽洛伊对开国者的仇恨，开始承担人民呼声，领导下层人士起义反抗康斯托克。尽管对抗开国者的不公正行为，但黛西和人民呼声做出的事情比开国者好不到哪里，为了推翻康斯托克，他们想尽一切办法，在起义期间他们屠杀平民，利用童兵打心理战。

- 罗伯特·卢特斯（Robert Lutece）与罗莎琳·卢特斯（Rosalind Lutece），是两位引导布克前往哥伦比亚并在行程中多次出现的神秘人。他们看起来几乎跟异卵双胞胎一模一样，但后来显露，他们是两个不同世界的同一人，只有性别不同。罗莎琳根据康斯托克的意愿发明了使哥伦比亚浮在空中的技术，并联系了罗伯特。他们研究出如何互相沟通，随后在不同纬度之间穿越到他们意愿的程度。在剧情中，康斯托克企图通过破坏他们的设备来谋杀卢特斯双胞胎以保护他的秘密，但最后他们进入不稳定状态，现存在“无尽可能”的时空裂隙中，从此永生不死的生活在了无限的时空里。[註 5]现在他们充当现实的代理人，尝试不直接操控事物来纠正失衡。
- 傑瑞米·芬克（Jeremiah Fink）是一名无良商人，垄断了哥伦比亚的工业，通过观察裂境来获得包括制造鸣禽等技术。芬克是康斯托克的主要支持者，使他能够利用下层的廉价劳动力，虽然他不同意康斯托克的宗教狂热。在哥伦比亚，他取得了名人地位，并在整个城市进行大量宣传。
- 科涅利亞斯·斯莱特（Cornelius Slate）是曾与布克并肩作战的战友，一起参加过伤膝河之战，后追随康斯托克，在义和团运动期间摧毁了北京。当他发现康斯托克声称布克和斯莱特的成就是归他所有的，他大失所望，随后反叛。
- 陈琳是中国枪匠；信仰佛教；媳妇儿美国女；给费泽洛伊提供很多用以进行暴乱的改造枪械。

### 剧情
1912年，布克·德维特被卢特斯双胞胎带到了缅因州外海的一个小岛灯塔上，建筑里设有可通往哥伦比亚新伊甸园教堂的火箭筒仓，他的任务是“找回女孩，抵消债务”。为了进入到哥伦比亚，布克不得已接受了牧师的浸礼。
布克一开始在哥伦比亚里是没人注意的，直到他手上印的字母“AD”被人发现。成了通缉犯的伯克一路杀向了关押伊丽莎白的纪念碑塔，沿途发现其基部有一台大型的虹吸装置。救出伊丽莎白后，鸣禽攻击并破坏了雕像的一部分，伯克和伊丽莎白逃了出来，伯克以搭乘飞艇前往伊丽莎白向往的巴黎为由向码头转移，当伯克将飞艇目的地指向纽约意图交付伊丽莎白时，她拿扳手击晕了他。他醒来时发现飞艇已被黛西·费泽洛伊和人民呼声所控制，费泽洛伊要求伯克找回哥伦比亚贫民窟的武器，再把飞艇归还。
伯克与伊丽莎白再次会合后向城市深处冒险。当伊丽莎白使用她的能力操控裂境时，她对操控伯克以及其他人的实际情形所产生的后果感到不安。一个裂境引导他们到了另一个世界，在那里，伯克已成为人民呼声事业的烈士，导致人民呼声与开国者交战。这个世界的费泽洛伊认为伯克损害了这个世界的伯克的牺牲，威胁了人民呼声的事业，所以让她的军队追捕他。当费泽洛伊处决芬克後准备殺害其小孩時，伊丽莎白被迫杀了费泽洛伊。
他们准备乘飞艇离开哥伦比亚时，遭到了鸣禽的攻击，坠回了哥伦比亚。当他们继续逃生时，他们揭开了这个城市背后的阴谋，康姆斯托克收养伊丽莎白以培养成城市的领导者，他让卢特斯双胞胎制造虹吸装置制服伊丽莎白的能力，他密谋谋杀他的妻子以隐瞒真相，并将此归咎于人民呼声。伊丽莎白被鸣禽抓回了康姆斯托克宅邸，伯克跟随到那里但被传送到了未来，老年的伊丽莎白由于伯克的营救失败而遭受了几十年的酷刑和洗脑，她继承了康姆斯托克的事业，发动了对下面世界的战争。她向伯克表明，在过去鸣禽总会阻止他的营救行动，并恳求伯克利用她所提供的方式控制鸣禽以阻止这种未来的发生。
伯克回到了现实世界，继续营救伊丽莎白，追随到了康姆斯托克的飞艇。康姆斯托克要求伯克向伊丽莎白解释她的过去，为什么伊丽莎白少了个手指。伯克被激怒了并淹死了康姆斯托克，他否认自己知道关于伊丽莎白手指的事，但她声称，他知道，但不记得了。伯克决定破坏虹吸装置，让伊丽莎白可以获取她的全部能力并了解真相，他控制着鸣禽，击退了人民呼声的袭击，让鸣禽破坏了虹吸装置。当设备被破坏时，鸣禽试图攻击伯克，伊丽莎白及时打开了一个裂境，把他们传送到了海底城市，伯克和伊丽莎白安全的在建筑内，但鸣禽困在了外面，被巨大的水压压死。
伊丽莎白带伯克来到了这个世界的上面和灯塔。他们通过一扇门来到了时间与空间以外的地方，有着无数灯塔和其他版本的伊丽莎白与伯克。伊丽莎白解释说，他们是无限数量的世界中既相似又因不同选择而大不同的一员。她展示了1893年10月8日，罗伯特·卢特斯代表康姆斯托克接近伯克，要求他“给我们女孩，抹去债务”，指的是伯克的女儿安娜·德维特。伯克不情愿地同意出售安娜，但很快就改变了主意，他去阻止康姆斯托克通过裂境逃离，但太晚了，裂境关闭时切断了孩子的手指。康姆斯托克后来將安娜作为他的女儿伊丽莎白。（也由于断指，伊丽莎白同时存在于两个世界，这让她可以随意创造并打开裂境。） 后来20年，伯克每天懊悔的過著日子，也在右手上铭刻了"AD"掛念安娜。直到卢特斯兄妹將伯克带到康姆斯托克的世界，結果害得伯克記憶混乱，忘了20年前安娜的事情，以为此趟只是为了还清债务而拯救一位姑娘，也就是本游戏的开头。
在確定伯克決心後，伊丽莎白带伯克来到了以清洗伤膝河战役所犯下的罪行而接受洗礼的地方。伯克在最后一刻拒绝了洗礼，而在另一个世界中，他接受了洗礼，建立宗教，成为康姆斯托克。康姆斯托克，知道他的本体是伯克，当他暴露在卢特斯的技术下时导致自己失去了生殖能力，然后就策划绑架沒有洗禮的康姆斯托克也就是本作主角伯克的女兒安娜作为跟自己有血缘关系的哥伦比亚继承人，也想要利用她的空間能力統一世界。真相大白後，伯克身邊突然出現許多来自其他世界的伊丽莎白们並把伯克押入水中淹死，防止他是否洗禮而导致康姆斯托克的诞生。最后，伊丽莎白一个接一个的消失，屏幕切回开始时的黑色。
在游戏结束后的制作人员名单中，伯克在1893年10月8日醒来，他叫了安娜的名字，在屏幕变黑前打开了她的房门。

## 游戏性
跟《生化奇兵》和《生化奇兵2》一样，《生化奇兵：无限》是一款第一人称射击和角色扮演游戏。在哥伦比亚，玩家可利用步行和使用抓钩在名为天轨的一连串轨道上在建筑间穿行。玩家会得到武器，可以在多种环境下使用包括天轨，虽然玩家只能携带两种武器。玩家可通过使用活素来获得各种能力，还可以装备有被动效果的服装。活素带来的能力包括操纵电能、迷惑敌人、释放乌鸦等，使用这些能力要消耗盐分。玩家可通过游戏里的自动售货机购买弹药补给以及升级武器和活素能力。
一旦与伊丽莎白团聚，她就会和玩家合作。伊丽莎白不直接参与战斗，她会给玩家搜索钱币、弹药、盐分、医疗包以及其它在紧要关头用得上的物品。她还可以将裂境打开，可以带来武器、医疗包、盐分、自动防御单位和环境物例如掩体。但同时只能打开一个裂境，玩家可以从不同裂境中选择以适应战斗环境。游戏中玩家不能直接控制伊丽莎白，但她会对玩家的举动做出反应，就像求生之路里的AI控制系统。玩家需要保护伊丽莎白，但并不需要“无微不至的”保护。
玩家会在游戏中遭遇不同势力的敌人，包括开国者和人民呼声。此外，玩家和伊丽莎白还会被鸣禽追捕。玩家会遇到由开国者制造的大型机械敌人。一种有着巨大的机械手臂因此取名为巨臂巧匠，有着远距离跳跃能力，弱点是心脏。第二种是机动爱国者，曾用作城市的导游，装饰着爱国者的服饰戴着美国开国元勋的蜡面具（人民呼聲的版本則是換成了林肯的惡魔面具），它们用类似加特林机枪的“胡椒磨”曲柄槍攻击玩家。沉默男孩穿着华丽服饰，戴着有巨大耳朵的金属头盔，里面的人是盲的，由于他们的头盔，他们有着超凡的听力并作为哥伦比亚的安全系统，发现玩家后会尖叫、啟動警報，使用有限的裂痕把其他時空的小兵傳送到地圖並立即跳脫這個時空。直接攻擊是無效的，玩家需谨慎通过他。
天轨是一个基础轨道系统，最初设计用于运送哥伦比亚各地的货物，但后来用于个人交通工具，莱文描述它像过山车。游戏中可利用手腕上的装置挂到上面，它会自动供电，玩家可以从天轨上跳下攻击敌人。

## 延伸
在游戏公布前，Irrational秘密地用了两年半的时间开发，2013年2月19日游戏的完成版公布，耗时五年，约有两百人参与。2K Games给了他们自由发展续集的意愿。纽约时报声称游戏花费了大约1億美元用于开发以及额外的1億美元用于市场营销，Levine反驳这一论断尽管真实成本没被确定。

### 故事和设定

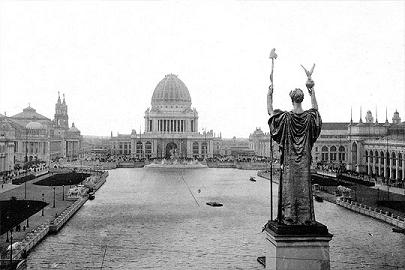
1893年芝加哥世博會，被認為是美國例外論的發展時期，對無限之城的劇情和哥倫比亞的設定有著重要影響

开发的前六个月，团队对故事原型的几种想法中哪些能给人深刻印象进行了讨论。开发团队原本考虑重新使用前作的销魂城，意识到销魂城会是生化奇兵的代名词，玩家乐于探索海底城市，认识它的历史，并“感觉到那个世界，并成为其中的一部分”。当他们为玩家确定剧情任务类型时他们发觉自己很无聊并奋力想出新思路，并担心玩家不会接受。这促使团队考虑替换原来的，尽管这在项目范围内是相当“可怕”的。Irrational同时考虑设定于文艺复兴时期，但与2009年发布的刺客信条II设定于同一时期，他们放弃了这个想法。其实在开发初期就有过空中城市的想法，露天的环境给了他们一个机会，将配色方案跟前作较深的色调起了鲜明的对比。即使是这样，他们最初设计的飞行城市更暗，更接近新艺术运动时期，游戏世界过于幽闭，跟销魂城相似。美国例外论时期使得他们可以创造一个更加明亮的开阔世界。

## 配音演員
給伯克配音的是特羅伊·貝克（Troy Baker），伊莉莎白的配音員則是蔻特妮·崔普 。日文版则由藤原启治和泽城美雪给伯克、伊丽莎白配音。

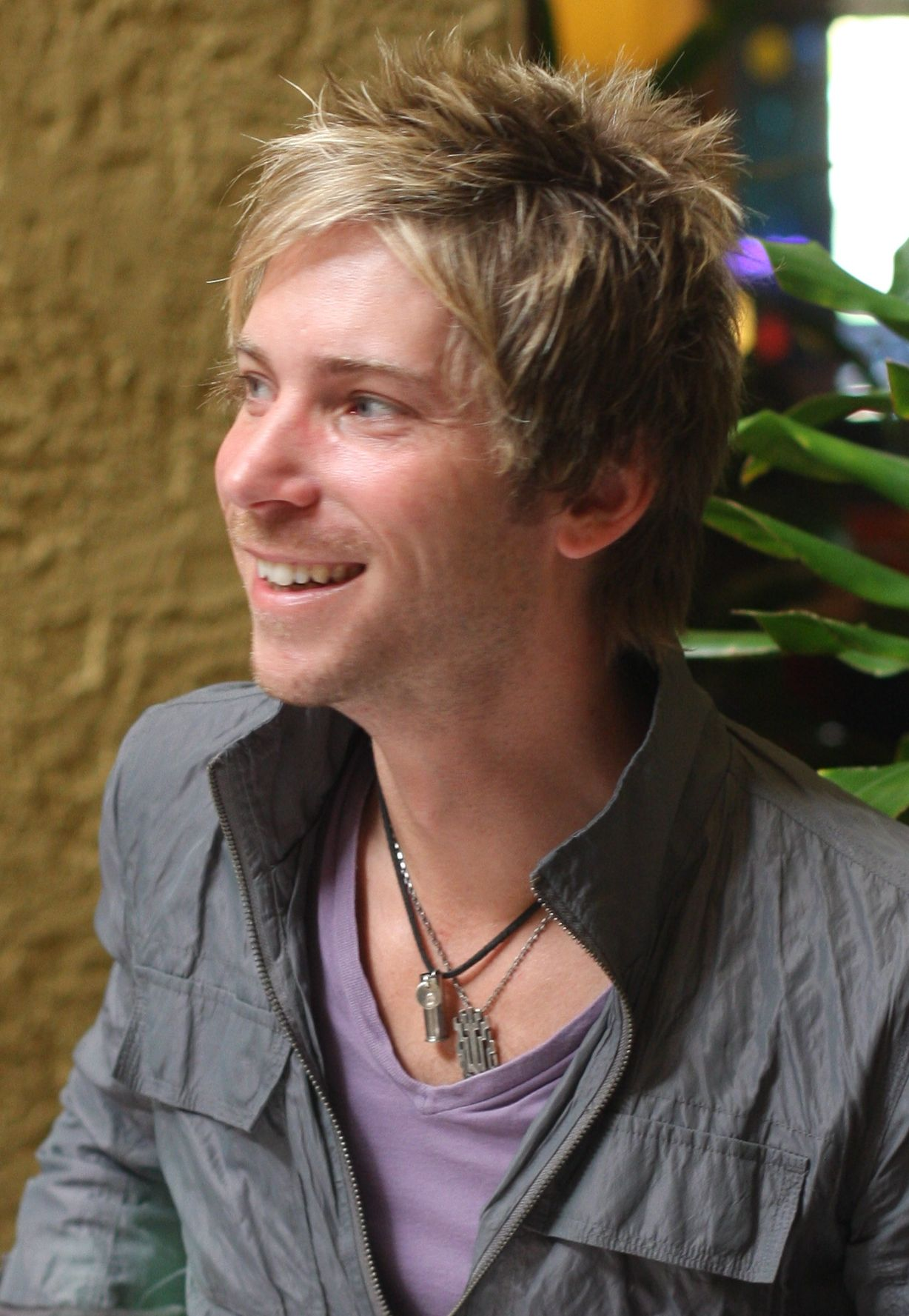
布克·迪威特的配音員特羅伊·貝克

## 评价

### 预览版
《生化奇兵：无限》在E3 2011上向游戏爱好者们进行了展示，并赢得了四项游戏评论家奖提名：最佳原创游戏、最佳动作/冒险游戏、最佳PC游戏、以及最佳整体表现奖。游戏也在这次展会上获得了更多奖项。赢得了IGN的最佳整体表现奖、最佳Xbox360游戏、最佳PC游戏、最佳射击游戏，也同时获得最佳PS3游戏提名但并没有赢得。游戏也赢得了GameSpot的五项提名：最佳图像、最佳2011E3预告、最佳射击游戏、最佳PC游戏。还有Game Informer的展会最佳游戏、最佳多平台游戏、最佳动作游戏。GameSpy的整体表现（多平台）奖和展会射击游戏奖。Eurogamer的游戏展示奖。据官方网站所记，《生化奇兵：无限》在E3 2011期间赢得了超过85项奖项。

### 正式版
《生化奇兵：无限》一经发布就收到了普遍好评，评论指出游戏的剧情和视觉效果表现杰出。也有人将它和生化奇兵第一作相媲美，一些评论家认为无限超越了前作。评论网站GameRankings给PS3版《生化奇兵：无限》的平均评分为95.94%，PC版为93.21%，Xbox 360版为91.72%。Metacritic给游戏的PS3版95/100的分数，PC版95/100，Xbox 360版93/100，所有三个平台版本的游戏被认为“普遍好评”。

### 文獻
1. ↑  ALBARAA FAHMY.  [生化奇兵：無限之城將在2015年登錄Linux] (html). 2014-12-06  [2014-12-06]. （原始内容存档于2016-06-03） –Digital Spy （英语）.
2. 1 2  （英文）de Matos, Xav. .   [2013-04-14]. （原始内容存档于2010-11-08）.
3. ↑  （英文）.   [2013-04-14]. （原始内容存档于2018-06-03）.
4. 1 2  （英文）.   [2013-04-14]. （原始内容存档于2011-12-30）.
5. ↑  （英文）.   [2013-04-15]. （原始内容存档于2010-08-15）.
6. ↑  （英文）.   [2010-09-12]. （原始内容存档于2010-09-16）.
7. ↑  （英文）Morales, Aaron. .   [2019-09-28]. （原始内容存档于2021-02-12）.
8. ↑  （英文）.   [2013-04-19]. （原始内容存档于2013-07-31）.
9. ↑  （英文）.   [2013-04-15]. （原始内容存档于2012-12-14）.
10. ↑  （英文）.   [2013-04-16]. （原始内容存档于2021-02-24）.
11. ↑  （英文）.   [2013-04-17]. （原始内容存档于2013-04-08）.
12. ↑  （英文）.   [2013-04-28]. （原始内容存档于2012-12-09）.
13. ↑  （英文）.   [2013-04-29]. （原始内容存档于2013-04-07）.
14. ↑  （英文）.   [2013-04-29]. （原始内容存档于2020-11-14）.
15. ↑  （英文）.   [2013-04-29]. （原始内容存档于2014-03-24）.
16. ↑  （英文）.   [2013-04-29]. （原始内容存档于2013-04-08）.
17. ↑  （英文）.   [2013-04-29]. （原始内容存档于2013-04-08）.
18. ↑  Phillips, Tom. . Eurogamer. 2013-04-04  [2013-04-04]. （原始内容存档于2013-04-07）.
19. ↑  （英文）.   [2013-04-21]. （原始内容存档于2012-03-12）.
20. ↑  （英文）.   [2013-04-23]. （原始内容存档于2012-03-03）.
21. ↑  （英文）.   [2013-04-23]. （原始内容存档于2017-06-06）.
22. ↑  （英文）.   [2013-04-23]. （原始内容存档于2021-03-09）.
23. ↑  （英文）.   [2013-04-23]. （原始内容存档于2013-02-04）.
24. ↑  （英文）.   [2013-04-23]. （原始内容存档于2013-02-22）.
25. ↑  LOGAN WESTBROOK.  [生化奇兵無限配音員加入PAX小組] (html). 2011-08-17  [2018-03-16]. （原始内容存档于2012-10-10） –Defy Media （英语）.
26. 1 2  （英文）. GameRankings.   [2013-03-26]. （原始内容存档于2016-08-11）.
27. 1 2  （英文）. GameRankings.   [2013-03-26]. （原始内容存档于2016-07-26）.
28. 1 2  （英文）. GameRankings.   [2013-03-26]. （原始内容存档于2016-06-28）.
29. 1 2  （英文）. Metacritic.   [2013-03-26]. （原始内容存档于2016-08-08）.
30. 1 2  （英文）. Metacritic.   [2013-03-26]. （原始内容存档于2016-07-29）.
31. 1 2  （英文）. Metacritic.   [2013-03-26]. （原始内容存档于2016-07-19）.
32. ↑  （英文）. Edge. 2013-03-24  [2013-03-24]. （原始内容存档于2014-11-30）.
33. ↑  （英文）Fitch, Andrew. . Electronic Gaming Monthly. 2013-03-25  [2013-04-04]. （原始内容存档于2016-07-31）.
34. ↑  （英文）Bramwell, Tom. . Eurogamer. 2013-03-25  [2013-03-25]. （原始内容存档于2016-07-31）.
35. ↑  （英文）Juba, Joe. . Game Informer. 2013-03-25  [2013-03-25]. （原始内容存档于2013-04-05）.
36. ↑  （英文）Sullivan, Lucas. . GamesRadar. March 25, 2013  [April 3, 2013]. （原始内容存档于2016-10-18）.
37. ↑  （英文）VanOrd, Kevin. . Gamespot. 2013-03-24  [2013-03-24]. （原始内容存档于2019-06-10）.
38. ↑  （英文）McCaffery, Ryan. . IGN. 2013-03-21  [2013-03-24]. （原始内容存档于2016-08-07）.
39. 1 2  （英文）McCaffery, Ryan. . IGN. March 21, 2013  [March 26, 2013]. （原始内容存档于2013-04-05）.
40. ↑  （英文）de Matos, Xav. . March 25, 2013  [March 25, 2013]. （原始内容存档于2013-03-27）.
41. ↑  （英文）Gregory, Joel. . Official PlayStation Magazine. 2013-03-25  [2013-03-25]. （原始内容存档于2013-03-28）.
42. ↑  （英文）Reparez, Mikel. . Official Xbox Magazine. 2013-03-24  [2013-03-25]. （原始内容存档于2014-01-18）.
43. ↑  （英文）Francis, Tom. . PC Gamer. 2013-03-24  [2013-03-24]. （原始内容存档于2013-04-05）.
44. ↑  （英文）Burns, Steven. . VideoGamer.com. 2013-03-25  [2013-04-04]. （原始内容存档于2016-08-09）.
45. ↑  （英文）.   [2013-04-20]. （原始内容存档于2015-12-20）.
46. ↑  .   [2013-04-20]. （原始内容存档于2018-06-27）.
47. ↑  （英文）.   [2013-04-20]. （原始内容存档于2012-08-18）.
48. ↑  （英文）.   [2013-04-20]. （原始内容存档于2015-12-20）.
49. ↑  （英文）.   [2013-04-20]. （原始内容存档于2019-06-10）.
50. ↑  （英文）.   [2013-04-20]. （原始内容存档于2020-10-24）.
51. ↑  （英文）. （原始内容存档于2013年3月30日）.

## 外部連結
- 官方网站（英文）